# Tammerfors konstmuseum
Tammerfors konstmuseum (finska: Tampereen taidemuseo) är ett finländskt kommunalt konstmuseum.

## Historik
Tammerfors konstmuseum grundades 1931 av Tammerfors Konstförening. Det ligger i ett tidigare spannmålsmagasin i stadsdelen Amuri i Tammerfors. Byggnaden uppfördes år 1838 efter Carl Ludvig Engels ritningar. Magasinet byggdes om till ett museum år 1931 efter ritningar av Hilja Gestrin. Museet drivs sedan 1985 av Tammerfors stad.

## Samlingar
De fem mest representerade konstnärerna i museets samlingar är Tove Jansson (1919 verk, huvudsakligen teckningar, men även åtta målningar), Tuulikki Pietilä (545 verk), Magnus Enckell (303 verk), Kalle Löytänä (299 verk) och Matti Petäjä (236 verk).
Betydande delar av konstsamlingen Mumindalen ställdes ut på museet 1987 till 2016, då samlingen flyttades till Tammerforshuset, där ett Muminmuseum etablerades. Samlingen behöll dock sitt namn "Tammerfors konstmuseums samling Mumindalen".

## Årets unga konstnär
Årets unga konstnär (finska: Vuoden nuori taiteilija) är ett årligt pris och ett evenemang arrangerad av Tammerfors Konstmuseum, i samarbete med Tammerfors stad. Syftet är att stödja finska konstnärer, yngre än 35 år, som bedöms ha god potential. Priset och evenemanget initierades 1984 av Tammerfors Juniorhandelskammare och avser samtidigt att främja finländsk samtidskonst. 
I expertkommittén som utser vinnaren ingår bland andra representanter för Tammerfors konstmuseum, Konstnärsgillet i Finland, Konstnärsgillet i Tammerfors och Tammerfors konstnärsförening. Sedan 1989 är chefen för Tammerfors konstmuseum ordförande för kommittén.

## Bildgalleri

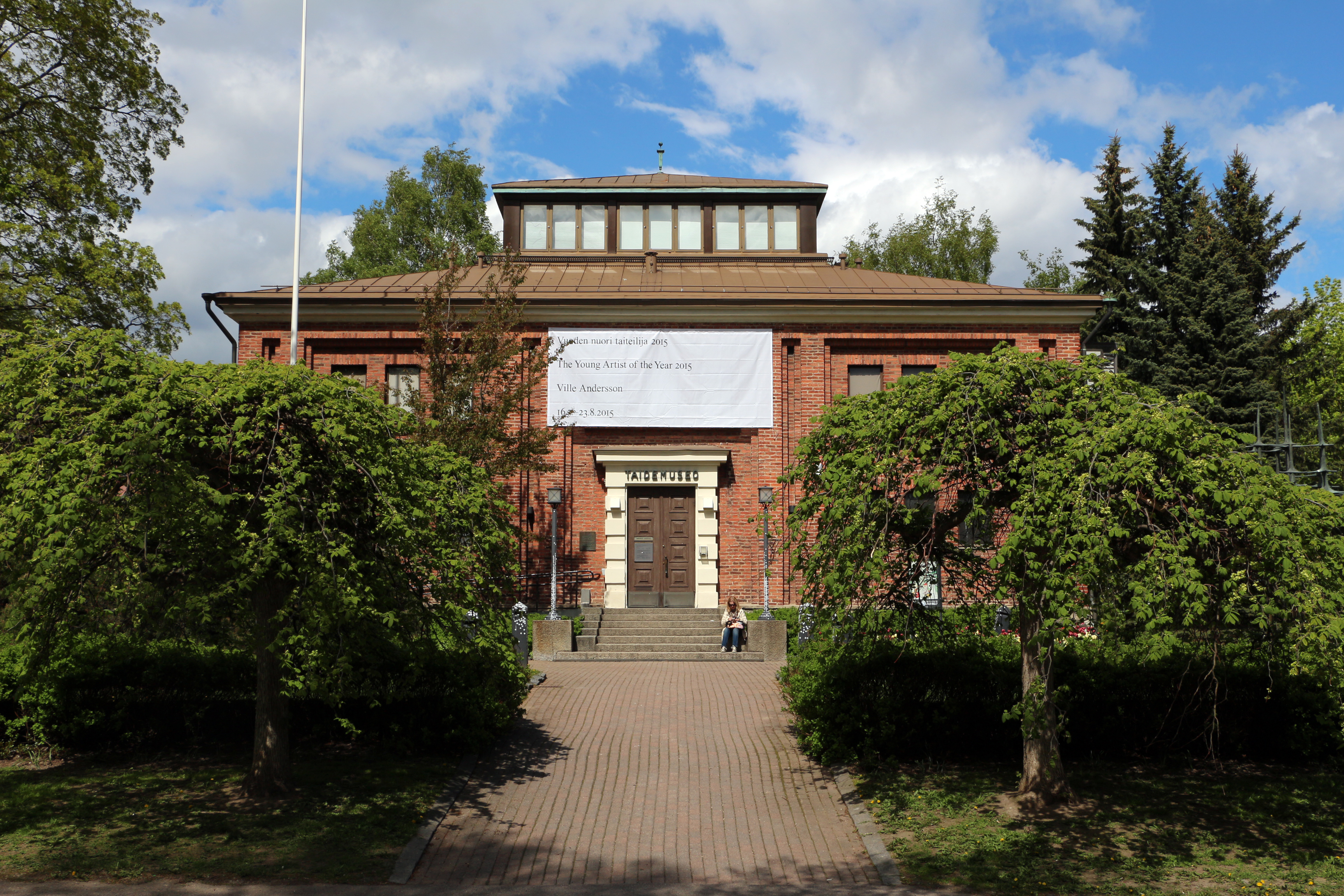
Tammerfors konstmuseum
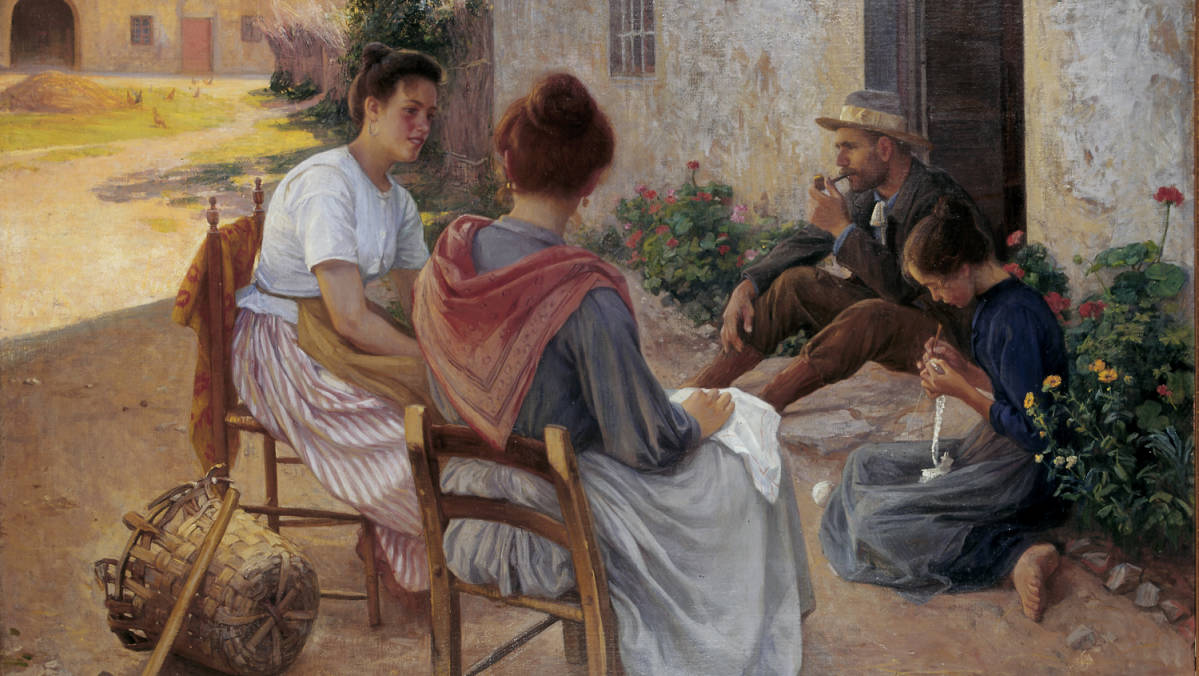
Italiensk familj, Elin Danielson-Gambogi, 1900
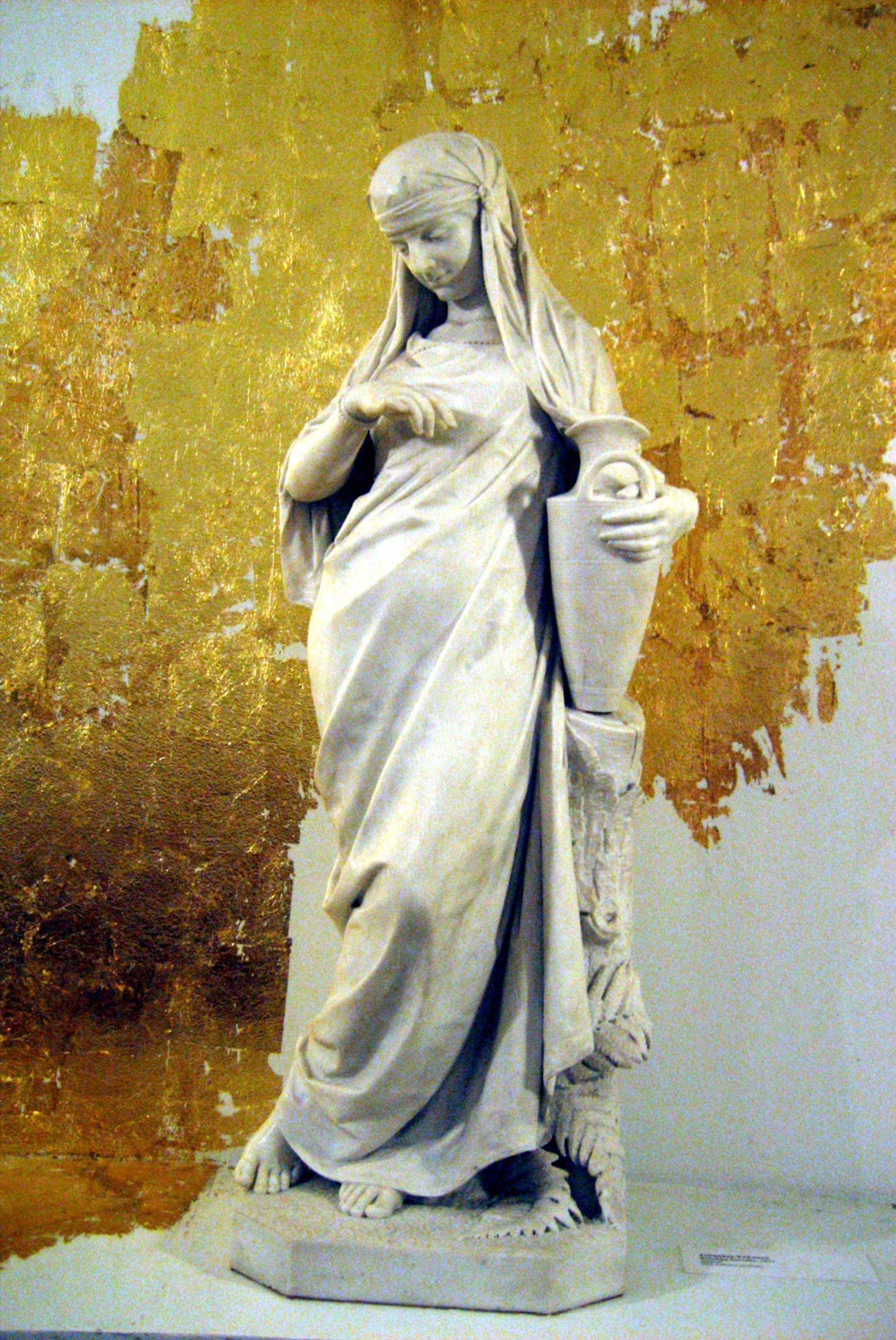
Rebekka, Johannes Takanens, 1877
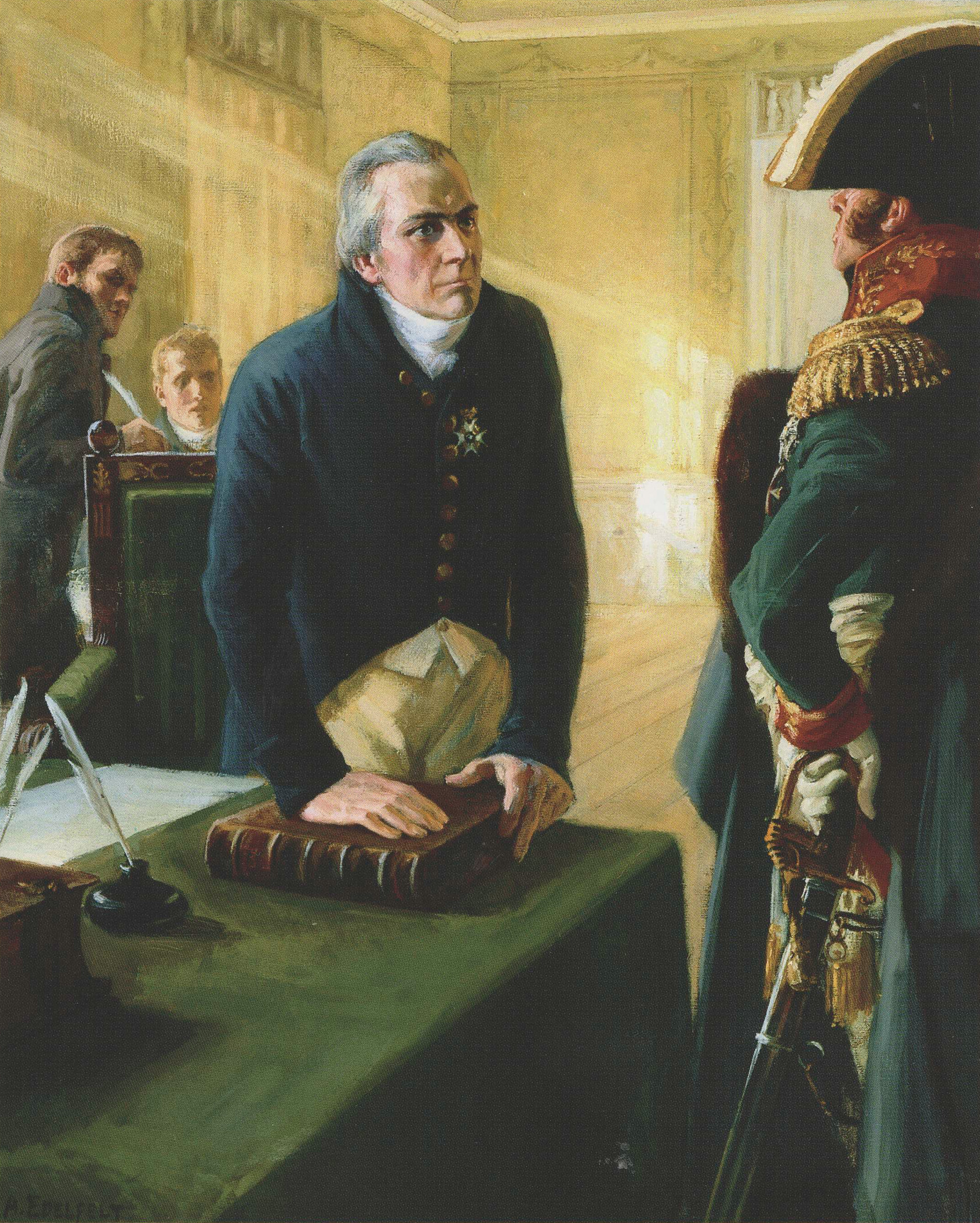
Landshövdingen, Albert Edelfelt